# Caroline du Nord
Pour les articles homonymes, voir Caroline.
La Caroline du Nord (en anglais : North Carolina) est un État du Sud des États-Unis. Sa capitale est Raleigh, et sa plus grande ville est Charlotte et son agglomération (Metrolina). Avec 9 535 483 habitants en 2010, estimée à 10,8 millions habitants en 2024, sur une superficie de 139 509 km2, l'État est le 9e du pays par sa population et le 28e par sa taille. Longeant l'océan Atlantique à l'est, elle est bordée par la Caroline du Sud et la Géorgie au sud, le Tennessee à l'ouest, et la Virginie au nord. Territoire colonisé et occupé par les Européens dès le XVIe siècle, la Caroline du Nord est l'une des Treize Colonies qui fondèrent les États-Unis d'Amérique. Elle est divisée en cent comtés. En grande partie rurale, elle présente des paysages divers, entre les plateaux du Piedmont, les îles des Outer Banks et le cap Hatteras, et les montagnes Blue Ridge, partie de la chaîne des Appalaches. Le mont Mitchell, point culminant de l'est des États-Unis, se trouve dans l'ouest de l'État.
Le territoire est peuplé depuis plus de 12 000 ans par des tribus amérindiennes, dont les Cherokees et les Tuscaroras. Visitée en 1512 par Juan Ponce de León, la Caroline du Nord est colonisée par des Espagnols, des Français et des Anglais durant le XVIe siècle et le XVIIe siècle. Dans les années 1730, de nombreux immigrants écossais s'installent au pied des Appalaches, et se révoltent contre la domination britannique lors de la guerre d'Indépendance. Le 21 novembre 1789, la Caroline du Nord devient le 12e État de l'Union. À partir de 1870, elle connaît une forte expansion démographique, et voit sa population doubler entre 1970 (cinq millions d'habitants) et 2010 (9,5 millions). L'agglomération Raleigh-Durham, appelée aussi Research Triangle, compte à elle seule plus de 1,8 million d'habitants. La ville principale de l'État, Charlotte, dépasse les 2 millions d'habitants dans son agglomération. 
Depuis les années 1950, l'économie de la Caroline du Nord connaît une phase de transition, passant de l'industrie manufacturière (tabac, textile, biens de consommation) à une économie plus diversifiée, notamment dans les secteurs de l'énergie, des biotechnologies et de la finance. L'État est traditionnellement conservateur et soutient généralement le Parti républicain, mais il est désormais considéré comme un swing state. Marqué par l'importance de la religion évangélique baptiste, il appartient à la Bible Belt.
En outre, la Caroline du Nord compte de nombreux établissements universitaires, dont deux universités qui figurent parmi les plus prestigieuses du pays : Duke et l'université de Caroline du Nord à Chapel Hill. Enfin, la ville de Charlotte accueille plusieurs équipes sportives, dont les Panthers de la Caroline (football américain) et les Hornets de Charlotte (basket-ball).

## Origine du nom
Caroline est tiré du nom latin Carolus (Charles), en l'honneur du roi Charles Ier d'Angleterre (qui est à l’origine de la première concession en 1629).

## Histoire
Peuplé par l'homme depuis plus de 12 000 ans au gré des vagues de migration, son territoire est partagé par diverses tribus dont les Cherokees, Tuscaroras, Cheraw (en), Pamlico, Meherrin (en), Coree (en), Machapunga (en), Indiens du Cape Fear (en), Waxhaws (en), Sappony (en), Tutelo, Waccamaw Siouan (en), Coharies, Woccon et Catobas. Elle fut le second territoire américain colonisé par l'Angleterre. Découvert en 1512 par l'Espagnol Juan Ponce de León et connu longtemps à partir de 1663 sous le nom de colonie d'Albemarle, du nom de l'estuaire d'Albemarle, Aumale en français (ainsi désigné en l'honneur du conseiller George Monck fait duc d'Aumale et bénéficiaire du comté de Moncks Corner par Charles II), le pays fut concédé en 1584 par Élisabeth à Walter Raleigh, qui tenta, mais sans succès, d'y former un établissement. 
Ensuite, pendant un siècle, la présence de l'homme blanc est restée proche de zéro, si l'on exclut un timide hameau installé au sud de la baie de Chesapeake par des colons de Virginie.
En 1663, peu après la restauration de la dynastie Stuart et la fin de première révolution anglaise, Charles II d'Angleterre donna les terres à huit propriétaires en remerciement de leur soutien militaire : le chancelier Edouard Hyde, premier comte de Clarendon, le général George Monck, duc d'Albemarle, lord Craven, lord John Berkeley, lord Anthony Ashley Cooper, comte de Shaftesbury, sir George de Carteret et sir William Berkeley. La plupart d'entre eux importent des esclaves après la création en 1672 de la Royal African Company, pour leurs vastes plantations de tabac.
En 1729, leurs descendants en cédèrent la propriété au gouvernement britannique (sauf John Carteret qui négocia avantageusement ses droits) et qui divisa toute la province de Caroline en deux, la Caroline du Nord et la Caroline du Sud, celle-ci incluant la future province de Géorgie, et qui le posséda jusqu'à la déclaration d'indépendance en 1775. En 1670, John Locke avait donné une constitution à la Caroline ; mais cette constitution ne put être appliquée.
La Caroline connut plus tard, dans les années 1730, une forte immigration de familles modestes écossaises qui s'installèrent au pied des Appalaches. Grâce à leur implication, la Caroline sera la treizième des Treize Colonies qui se sont révoltées contre la domination britannique lors de la guerre d'indépendance.
La Caroline du Nord fait partie des États confédérés d'Amérique pendant la guerre de Sécession et ce à partir du 20 mai 1861. Elle ne rejoint l'Union qu'en 1789.
La Caroline du Nord a instauré un programme de stérilisation forcée entre 1929 et 1974 visant les Noirs. Quelque 7 600 personnes, y compris des enfants, en ont été victimes.

### Constitution
La Caroline du Nord a connu trois constitutions :
- 1776 : ratifiée le 18 décembre 1776, elle fut la première constitution de l'État indépendant. La Déclaration des droits fut ratifiée le jour précédent ;
- 1868 : Celle-ci fut rédigée sur le modèle des Reconstruction Acts, après l'intégration de la Caroline du Nord dans l'Union. C'est une modification majeure, et une réorganisation en quatorze articles, de la constitution originale ;
- 1971 : Consolidation de la constitution de 1868 et des amendements qui en découlèrent.

## Géographie

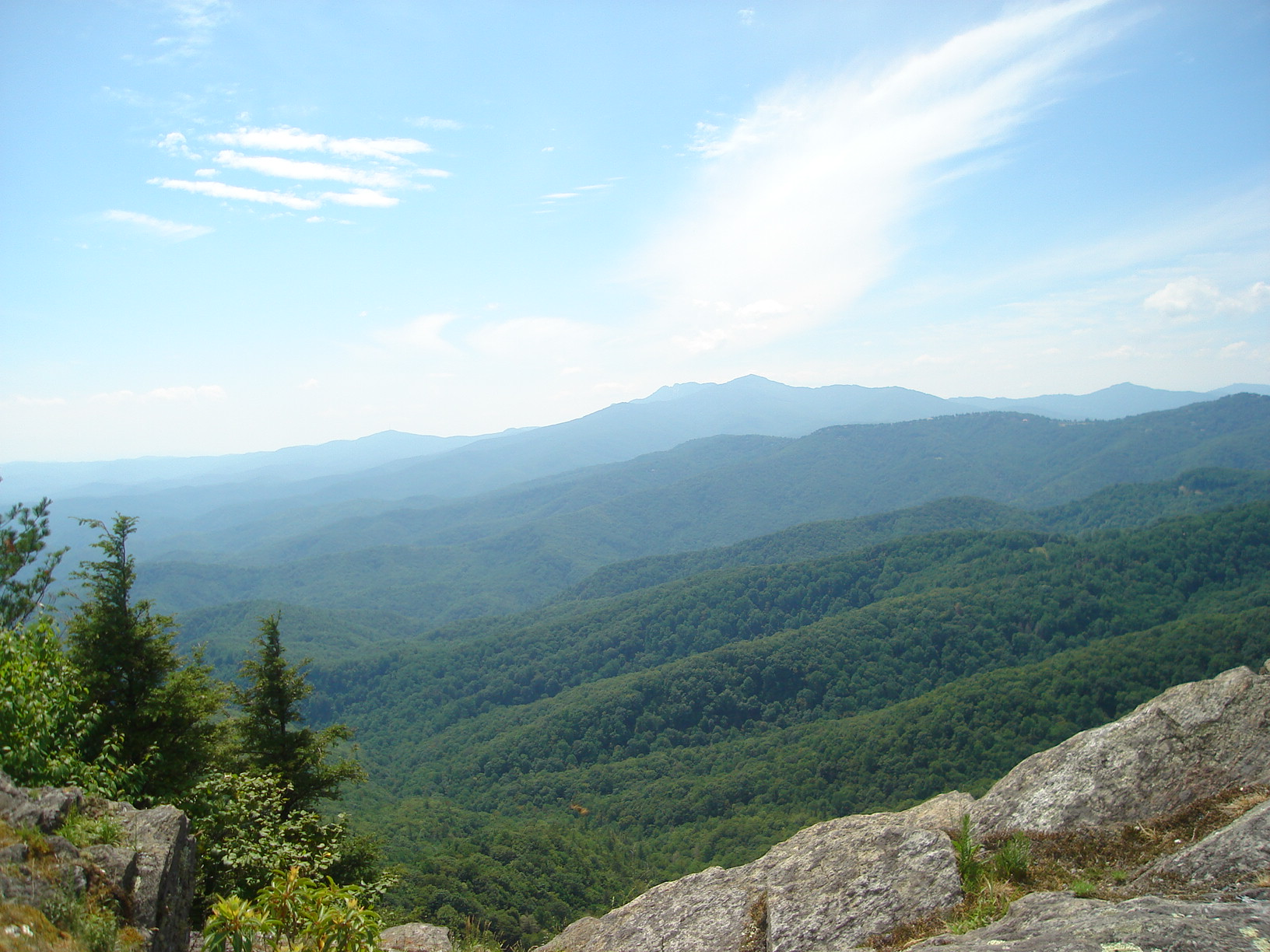
Panorama sur les montagnes Blue Ridge.

La Caroline du Nord a des frontières avec la Caroline du Sud au sud, la Géorgie au sud-ouest, le Tennessee à l'ouest, la Virginie au nord, et l'océan Atlantique à l'est. À l'ouest, les Appalaches constituent une frontière naturelle avec le Tennessee.
Ses principales curiosités géographiques sont :
- les Montagnes Blue Ridge (Appalaches) à l'ouest ;
- la région du Piedmont au sud ;
- le cap Fear ;
- le cap Hatteras ;
- les Outer Banks sur la côte est : il s'agit d'un cordon d’îles qui longe le socle continental[4].

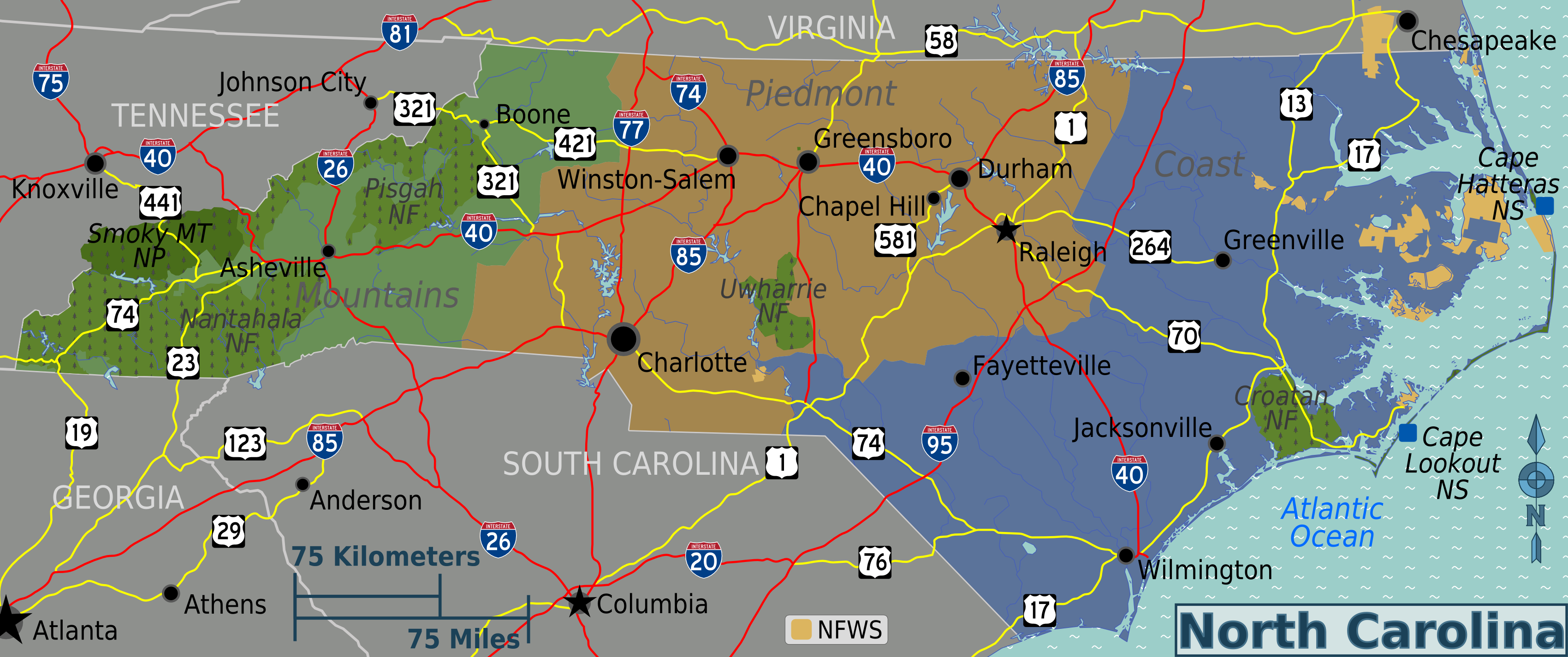
Carte de la Caroline du Nord.

### Principaux cours d'eau
La Caroline du Nord est un État côtier ; de nombreux fleuves nés dans les Appalaches se jettent dans l'océan Atlantique, par exemple le Chowan, le Roanoke, la Pamlico, le Neuse, le Cape Fear, le Pee Dee et la Catawba. D'autres rivières naissent dans les Appalaches pour se jeter ensuite à l'ouest dans les affluents du Mississippi par exemple, la Hiwassee, la Little Tennessee et la French Broad.

### Aires protégées

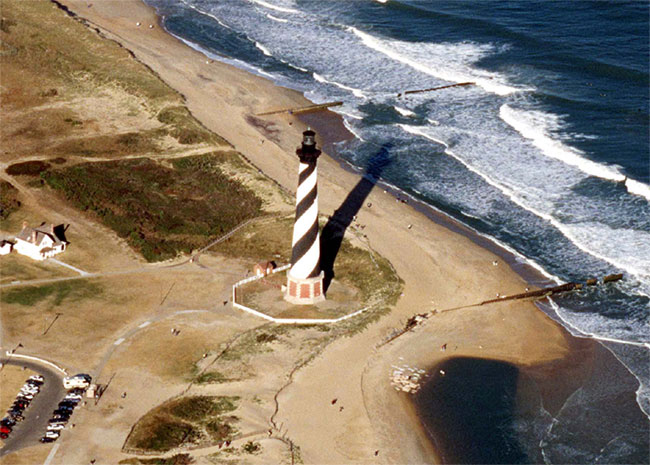
Le site de Cape Hatteras est une aire protégée en Caroline du Nord.

Le National Park Service gère en Caroline du Nord les sites suivants :
- Sentier des Appalaches
- Blue Ridge Parkway
- Cape Hatteras National Seashore
- Cape Lookout National Seashore
- Carl Sandburg Home National Historic Site
- Fort Raleigh National Historic Site
- Parc national des Great Smoky Mountains
- Guilford Courthouse National Military Park
- Gullah/Geechee Cultural Heritage Corridor
- Moores Creek National Battlefield
- Overmountain Victory National Historic Trail
- Piste des Larmes
- Wright Brothers National Memorial

## Subdivisions administratives

### Comtés
L'État de Caroline du Nord est divisé en 100 comtés.

### Agglomérations

#### Aires métropolitaines et micropolitaines
Le Bureau de la gestion et du budget a défini dix-sept aires métropolitaines et vingt-quatre aires micropolitaines dans ou en partie dans l'État de Caroline du Nord.
| Zone urbaine                                  | Population (2010)     | Population (2013)     | Variation (2010-2013) | Rang national (2013) |
| --------------------------------------------- | --------------------- | --------------------- | --------------------- | -------------------- |
| Charlotte-Concord-Gastonia, NC-SC             | 1 881 147 (2 217 012) | 1 982 959 (2 335 358) | 5,4 % (5,3 %)         | (23)                 |
| Raleigh, NC                                   | 1 130 490             | 1 214 516             | 7,4 %                 | 47                   |
| Greensboro-High Point, NC                     | 723 801               | 741 065               | 2,4 %                 | 73                   |
| Winston-Salem, NC                             | 640 595               | 650 820               | 1,6 %                 | 82                   |
| Durham-Chapel Hill, NC                        | 504 357               | 534 578               | 6,0 %                 | 101                  |
| Asheville, NC                                 | 424 858               | 437 657               | 3,0 %                 | 118                  |
| Fayetteville, NC                              | 366 383               | 377 193               | 3,0 %                 | 139                  |
| Hickory-Lenoir-Morganton, NC                  | 365 497               | 363 572               | -0,5 %                | 145                  |
| Wilmington, NC                                | 254 884               | 268 601               | 5,4 %                 | 175                  |
| Jacksonville, NC                              | 177 772               | 185 220               | 4,2 %                 | 227                  |
| Greenville, NC                                | 168 148               | 174 263               | 3,6 %                 | 234                  |
| Burlington, NC                                | 151 131               | 154 378               | 2,2 %                 | 262                  |
| Rocky Mount, NC                               | 152 392               | 150 667               | -1,1 %                | 271                  |
| New Bern, NC                                  | 126 802               | 127 657               | 0,7 %                 | 308                  |
| Goldsboro, NC                                 | 122 623               | 124 583               | 1,6 %                 | 314                  |
| Myrtle Beach-Conway-North Myrtle Beach, SC-NC | 107 431 (376 722)     | 115 301 (404 951)     | 7,3 % (7,5 %)         | (129)                |
| Virginia Beach-Norfolk-Newport News, VA-NC    | 35 744 (1 676 822)    | 36 046 (1 707 369)    | 0,8 % (1,8 %)         | (37)                 |

| Zone urbaine                 | Population (2010) | Population (2013) | Variation (2010-2013) | Rang national (2013) |
| ---------------------------- | ----------------- | ----------------- | --------------------- | -------------------- |
| Lumberton, NC                | 134 168           | 134 841           | 0,5 %                 | 9                    |
| Dunn, NC                     | 114 678           | 124 987           | 9,0 %                 | 13                   |
| Shelby, NC                   | 98 078            | 97 047            | -1,1 %                | 34                   |
| Pinehurst-Southern Pines, NC | 88 247            | 91 587            | 3,8 %                 | 46                   |
| Wilson, NC                   | 81 234            | 81 667            | 0,5 %                 | 62                   |
| Roanoke Rapids, NC           | 76 790            | 74 292            | -3,3 %                | 87                   |
| Mount Airy, NC               | 73 673            | 73 050            | -0,9 %                | 90                   |
| North Wilkesboro, NC         | 69 340            | 69 023            | -0,5 %                | 104                  |
| Morehead City, NC            | 66 469            | 68 434            | 3,0 %                 | 106                  |
| Forest City, NC              | 67 810            | 66 956            | -1,3 %                | 112                  |
| Elizabeth City, NC           | 64 094            | 63 769            | -0,5 %                | 129                  |
| Albemarle, NC                | 60 585            | 60 635            | 0,1 %                 | 144                  |
| Sanford, NC                  | 57 866            | 60 266            | 4,2 %                 | 148                  |
| Kinston, NC                  | 59 495            | 58 914            | -1,0 %                | 155                  |
| Oxford, NC                   | 59 916            | 58 275            | -2,7 %                | 157                  |
| Boone, NC                    | 51 079            | 52 372            | 2,5 %                 | 196                  |
| Washington, NC               | 47 759            | 47 464            | -0,6 %                | 230                  |
| Rockingham, NC               | 46 639            | 46 405            | -0,5 %                | 243                  |
| Marion, NC                   | 44 996            | 44 961            | -0,1 %                | 259                  |
| Henderson, NC                | 45 422            | 44 808            | -1,4 %                | 263                  |
| Cullowhee, NC                | 40 271            | 40 919            | 1,6 %                 | 301                  |
| Kill Devil Hills, NC         | 38 327            | 39 128            | 2,1 %                 | 322                  |
| Laurinburg, NC               | 36 157            | 36 025            | -0,4 %                | 371                  |
| Brevard, NC                  | 33 090            | 32 903            | -0,6 %                | 400                  |

En 2010, 93,2 % des Nord-Caroliniens résidaient dans une zone à caractère urbain, dont 76,9 % dans une aire métropolitaine et 16,3 % dans une aire micropolitaine.

#### Aires métropolitaines combinées
Le Bureau de la gestion et du budget a également défini onze aires métropolitaines combinées dans ou en partie dans l'État de Caroline du Nord.
| Zone urbaine                            | Population (2010)     | Population (2013)     | Variation (2010-2013) | Rang national (2013) |
| --------------------------------------- | --------------------- | --------------------- | --------------------- | -------------------- |
| Charlotte-Concord, NC-SC                | 2 039 810 (2 375 675) | 2 140 641 (2 493 040) | 4,9 % (4,9 %)         | (21)                 |
| Raleigh-Durham-Chapel Hill, NC          | 1 912 729             | 2 037 430             | 6,5 %                 | 30                   |
| Greensboro-Winston-Salem-High Point, NC | 1 589 200             | 1 619 313             | 1,9 %                 | 33                   |
| Fayetteville-Lumberton-Laurinburg, NC   | 536 708               | 548 059               | 2,1 %                 | 82                   |
| Asheville-Brevard, NC                   | 457 948               | 470 560               | 2,8 %                 | 91                   |
| Hickory-Lenoir, NC                      | 410 493               | 408 533               | -0,5 %                | 98                   |
| Rocky Mount-Wilson-Roanoke Rapids, NC   | 310 416               | 306 626               | -1,2 %                | 108                  |
| Greenville-Washington, NC               | 215 907               | 221 727               | 2,7 %                 | 127                  |
| New Bern-Morehead City, NC              | 193 271               | 196 091               | 1,5 %                 | 137                  |
| Myrtle Beach-Conway, SC-NC              | 107 431 (436 880)     | 115 301 (465 391)     | 7,3 % (6,5 %)         | (92)                 |
| Virginia Beach-Norfolk, VA-NC           | 102 421 (1 779 243)   | 102 897 (1 810 266)   | 0,5 % (1,7 %)         | (32)                 |

### Municipalités

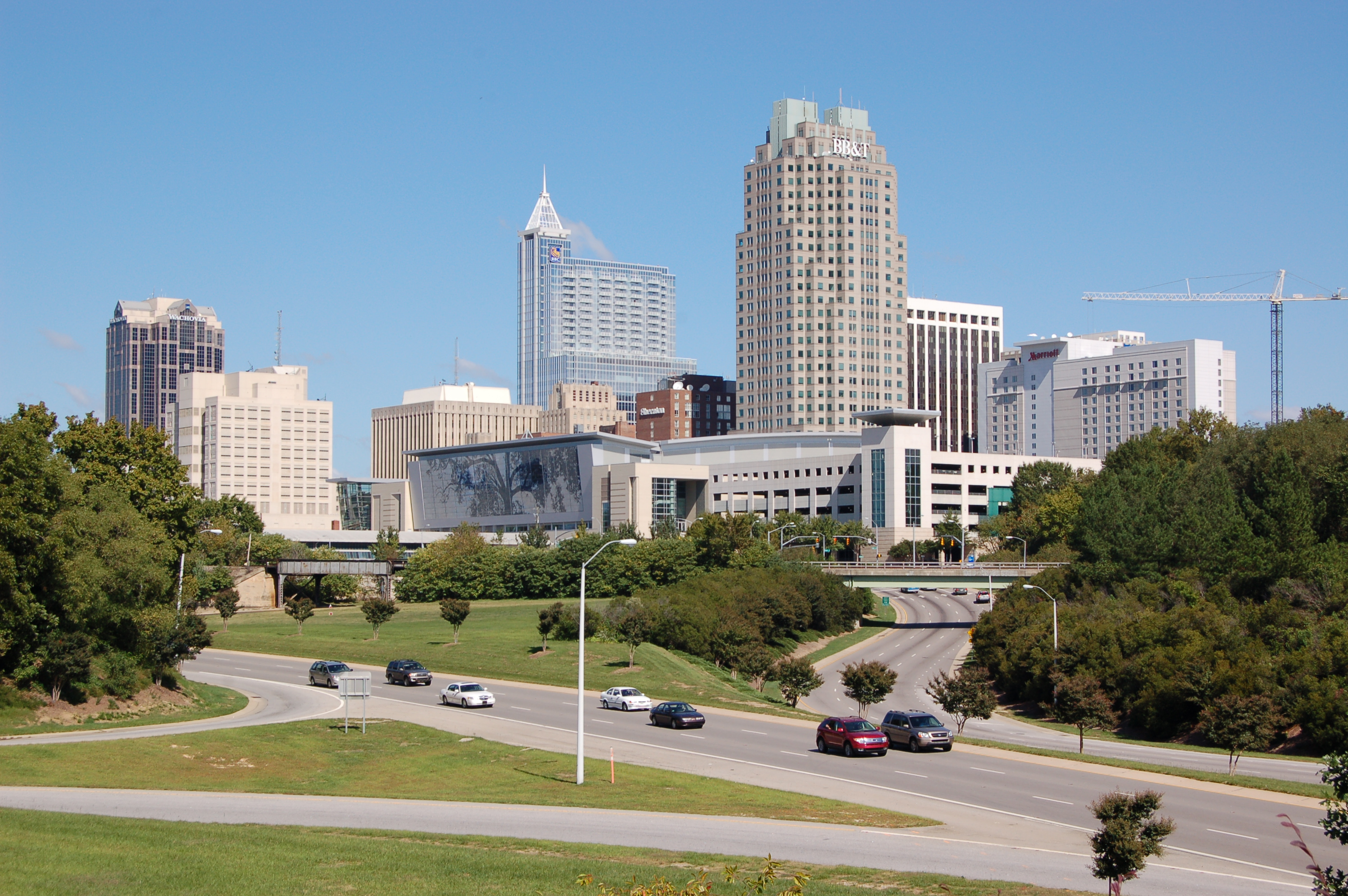
La capitale de la Caroline du Nord, Raleigh.

L'État de Caroline du Nord compte 553 municipalités, dont 18 de plus de 50 000 habitants.
| Rang | Municipalité  | Comté                                 | Population (2010) | Population (2013) | Variation (2010-2013) |
| ---- | ------------- | ------------------------------------- | ----------------- | ----------------- | --------------------- |
| 1    | Charlotte     | Mecklenburg                           | 731 424           | 792 862           | 8,4 %                 |
| 2    | Raleigh       | Wake, Durham                          | 403 892           | 431 746           | 6,9 %                 |
| 3    | Greensboro    | Guilford                              | 269 666           | 279 639           | 3,7 %                 |
| 4    | Durham        | Durham, Wake, Orange                  | 228 330           | 245 475           | 7,5 %                 |
| 5    | Winston-Salem | Forsyth                               | 229 617           | 236 441           | 3,0 %                 |
| 6    | Fayetteville  | Cumberland                            | 200 564           | 204 408           | 1,9 %                 |
| 7    | Cary          | Wake, Chatham                         | 135 234           | 151 088           | 11,7 %                |
| 8    | Wilmington    | New Hanover                           | 106 476           | 112 067           | 5,3 %                 |
| 9    | High Point    | Guilford, Randolph, Davidson, Forsyth | 104 371           | 107 741           | 3,2 %                 |
| 10   | Greenville    | Pitt                                  | 84 554            | 89 130            | 5,4 %                 |
| 11   | Asheville     | Buncombe                              | 83 393            | 87 236            | 4,6 %                 |
| 12   | Concord       | Cabarrus                              | 79 066            | 83 506            | 5,6 %                 |
| 13   | Gastonia      | Gaston                                | 71 741            | 73 209            | 2,0 %                 |
| 14   | Jacksonville  | Onslow                                | 70 145            | 69 079            | -1,5 %                |
| 15   | Chapel Hill   | Orange, Durham                        | 57 233            | 59 635            | 4,2 %                 |
| 16   | Rocky Mount   | Edgecombe, Nash                       | 57 477            | 56 954            | -0,9 %                |
| 17   | Burlington    | Alamance                              | 49 963            | 51 510            | 3,1 %                 |
| 18   | Huntersville  | Mecklenburg                           | 46 773            | 50 458            | 7,9 %                 |

Les municipalités de Charlotte et Raleigh étaient respectivement les 16e et 43e municipalités les plus peuplées des États-Unis en 2013.

## Démographie

### Population

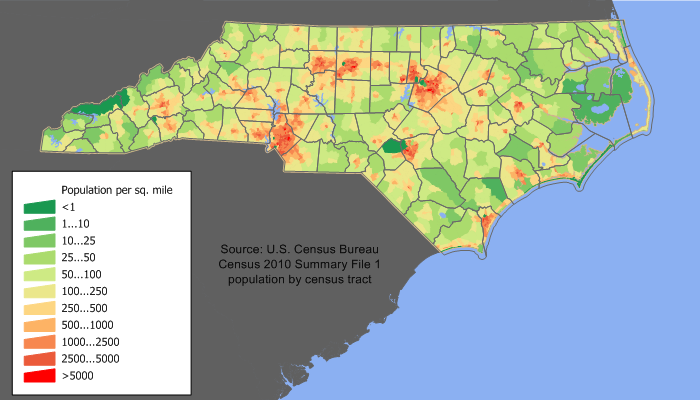
Densités de population en 2010 (en mille carré).

Pyramide des âges de la Caroline du Nord (2000).

Le Bureau du recensement des États-Unis estime la population de l'État de Caroline du Nord à 10 488 084 habitants, au 1er juillet 2019, soit une hausse de 9,99 % depuis le recensement des États-Unis de 2010 qui tablait la population à 9 535 483 habitants. Depuis 2010, l'État connaît la 12e croissance démographique la plus soutenue des États-Unis.
Avec 9 535 483 habitants en 2010, la Caroline du Nord était le 10e État le plus peuplé des États-Unis. Sa population comptait pour 3,09 % de la population du pays. Le centre démographique de l'État était localisé dans le sud-est du comté de Randolph.
Avec 75,73 hab./km2 en 2010, la Caroline du Nord était le 15e État le plus dense des États-Unis.
Le taux d'urbains était de 66,1 % et celui de ruraux de 33,9 %.
En 2010, le taux de natalité s'élevait à 12,8 ‰ (12,3 ‰ en 2012) et le taux de mortalité à 8,3 ‰ (8,4 ‰ en 2012). L'indice de fécondité était de 1,91 enfant par femme (1,84 en 2012). Le taux de mortalité infantile s'élevait à 7,0 ‰ (7,4 ‰ en 2012). La population était composée de 23,93 % de personnes de moins de 18 ans, 9,84 % de personnes entre 18 et 24 ans, 26,99 % de personnes entre 25 et 44 ans, 26,30 % de personnes entre 45 et 64 ans et 12,94 % de personnes de 65 ans et plus. L'âge médian était de 37,4 ans.
Entre 2010 et 2013, l'accroissement de la population (+ 312 589) était le résultat d'une part d'un solde naturel positif (+ 131 753) avec un excédent des naissances (392 193) sur les décès (260 440), et d'autre part d'un solde migratoire positif (+ 174 584) avec un excédent des flux migratoires internationaux (+ 67 302) et un excédent des flux migratoires intérieurs (+ 107 282).
Selon des estimations de 2013, 91,3 % des Nord-Caroliniens étaient nés dans un État fédéré, dont 57,4 % dans l'État de Caroline du Nord et 33,9 % dans un autre État (14,8 % dans le Sud, 10,4 % dans le Nord-Est, 5,7 % dans le Midwest, 3,0 % dans l'Ouest), 1,1 % étaient nés dans un territoire non incorporé ou à l'étranger avec au moins un parent américain et 7,6 % étaient nés à l'étranger de parents étrangers (56,4 % en Amérique latine, 24,4 % en Asie, 10,5 % en Europe, 5,9 % en Afrique, 2,3 % en Amérique du Nord, 0,5 % en Océanie). Parmi ces derniers, 31,9 % étaient naturalisés américain et 68,1 % étaient étrangers,.
Selon des estimations de 2012 effectuées par le Pew Hispanic Center, l'État comptait 350 000 immigrés illégaux, soit 3,6 % de la population.

### Composition ethno-raciale et origines ancestrales
Selon le recensement des États-Unis de 2010, la population était composée de 68,47 % de Blancs, 21,48 % de Noirs, 2,19 % d'Asiatiques (0,60 % d'Indiens), 2,16 % de Métis, 1,28 % d'Amérindiens, 0,07 % d'Océaniens et 4,34 % de personnes n'entrant dans aucune de ces catégories.
Les Métis se décomposaient entre ceux revendiquant deux races (1,99 %), principalement blanche et noire (0,65 %), et ceux revendiquant trois races ou plus (0,17 %).
Les non-hispaniques représentaient 91,61 % de la population avec 65,27 % de Blancs, 21,18 % de Noirs, 2,17 % d'Asiatiques, 1,63 % de Métis, 1,14 % d'Amérindiens, 0,06 % d'Océaniens et 0,16 % de personnes n'entrant dans aucune de ces catégories, tandis que les Hispaniques comptaient pour 8,39 % de la population, principalement des personnes originaires du Mexique (5,11 %) et de Porto Rico (0,75 %).
En 2010, la Caroline du Nord avait la 7e plus forte proportion de Noirs des États-Unis.
L'État comptait également les 6e plus grands nombres de Noirs (2 048 628) et d'Amérindiens (122 110) ainsi que les 9e plus grands nombres de Blancs (6 528 950) et de Blancs non hispaniques (6 223 995) des États-Unis.
|                                         | 1940  | 1950  | 1960  | 1970  | 1980  | 1990  | 2000  | 2010  |
| --------------------------------------- | ----- | ----- | ----- | ----- | ----- | ----- | ----- | ----- |
| Blancs                                  | 71,89 | 73,44 | 74,61 | 76,78 | 75,79 | 75,56 | 72,11 | 68,47 |
| ———Non hispaniques                      |       |       |       |       | 75,29 | 74,99 | 70,16 | 65,27 |
| Noirs                                   | 27,47 | 25,78 | 24,49 | 22,17 | 22,42 | 21,97 | 21,59 | 21,48 |
| ———Non hispaniques                      |       |       |       |       |       |       | 21,41 | 21,18 |
| Asiatiques (et Océaniens jusqu'en 1990) | 0,00  | 0,01  | 0,04  | 0,11  | 0,36  | 0,79  | 1,41  | 2,19  |
| ———Non hispaniques                      |       |       |       |       |       |       | 1,40  | 2,17  |
| Amérindiens                             | 0,63  | 0,09  | 0,84  | 0,87  | 1,10  | 1,21  | 1,24  | 1,28  |
| ———Non hispaniques                      |       |       |       |       |       |       | 1,18  | 1,14  |
| Autres                                  |       | 0,67  | 0,02  | 0,07  | 0,33  | 0,48  | 3,65  | 6,58  |
| ———Non hispaniques                      |       |       |       |       |       |       | 1,14  | 1,85  |
| Hispaniques (toutes races confondues)   |       |       |       |       | 0,96  | 1,16  | 4,71  | 8,39  |

En 2013, le Bureau du recensement des États-Unis estime la part des non hispaniques à 91,2 %, dont 64,2 % de Blancs, 21,2 % de Noirs, 2,4 % d'Asiatiques, 2,0 % de Métis et 1,1 % d'Amérindiens, et celle des Hispaniques à 8,8 %.
En 2000, les Nord-Caroliniens s'identifiaient principalement comme étant d'origine américaine (13,9 %), anglaise (9,5 %), allemande (9,5 %), irlandaise (7,4 %) et scot d'Ulster (3,2 %).
L'État avait la plus forte proportion de personnes d'origine scot d'Ulster et la 8e plus forte proportion de personnes d'origine américaine.
L'État abrite la 22e communauté juive des États-Unis. Selon le North American Jewish Data Bank, l'État comptait 31 675 Juifs en 2013 (10 165 en 1971), soit 0,3 % de la population. Ils se concentraient principalement dans les agglomérations de Charlotte-Concord-Gastonia (8 500), Durham-Chapel Hill (6 000), Raleigh (6 000) et Greensboro-High Point (3 000).
Les Amérindiens s'identifiaient principalement comme étant Lumbees (43,3 %) et Cherokees (11,4 %).
Les Hispaniques étaient principalement originaires du Mexique (60,9 %), de Porto Rico (9,0 %), du Salvador (4,7 %) et du Honduras (3,9 %). Composée à 38,1 % de Blancs, 6,3 % de Métis, 3,6 % de Noirs, 1,7 % d'Amérindiens, 0,3 % d'Asiatiques, 0,2 % d'Océaniens et 49,9 % de personnes n'entrant dans aucune de ces catégories, la population hispanique représentait 24,5 % des Métis, 20,4 % des Océaniens, 10,9 % des Amérindiens, 4,7 % des Blancs, 1,4 % des Noirs, 1,1 % des Asiatiques et 96,4 % des personnes n'entrant dans aucune de ces catégories.
L'État avait la 10e plus forte proportion de personnes originaires du Salvador (0,40 %).
L'État comptait également les 6e plus grands nombres de personnes originaires du Honduras (30 900) et du Costa Rica (4 658), les 8e plus grands nombres de personnes originaires de la République dominicaine (15 225) et du Venezuela (4 070), les 9e plus grands nombres de personnes originaires du Salvador (37 778), de Cuba (18 079), de l'Équateur (8 110) et du Nicaragua (4 964) ainsi que le 10e plus grand nombre de personnes originaires de la Colombie (17 648).
Les Asiatiques s'identifiaient principalement comme étant Indiens (27,5 %), Chinois (16,4 %), Viêts (13,1 %), Coréens (9,2 %), Philippins (8,9 %), Hmongs (5,0 %) et Japonais (3,1 %).
L'État avait la 5e plus forte proportion de Hmongs (0,11 %).
L'État comptait également le 4e plus grand nombre de Hmongs (10 433) et le 7e plus grand nombre de Laotiens (5 566).
Les Métis se décomposaient entre ceux revendiquant deux races (92,1 %), principalement blanche et noire (30,1 %), blanche et amérindienne (16,3 %), blanche et autre (13,5 %), blanche et asiatique (13,5 %), noire et amérindienne (6,6 %) et noire et autre (3,8 %), et ceux revendiquant trois races ou plus (7,9 %).

### Religions
| Religion                    | Caroline du Nord | États-Unis |
| --------------------------- | ---------------- | ---------- |
| Protestantisme évangélique  | 35               | 25,4       |
| Protestantisme traditionnel | 19               | 14,7       |
| Églises afro-américaines    | 12               | 6,5        |
| Non affiliés                | 15               | 15,8       |
| Catholicisme                | 9                | 20,8       |
| Agnosticisme                | 3                | 4,0        |
| Athéisme                    | 2                | 3,1        |
| Judaïsme                    | 1                | 1,9        |
| Mormonisme                  | 1                | 1,6        |
| Orthodoxie                  | 1                | 0,5        |
| Témoins de Jéhovah          | 1                | 0,8        |
| Autres                      | 1                | 4,9        |

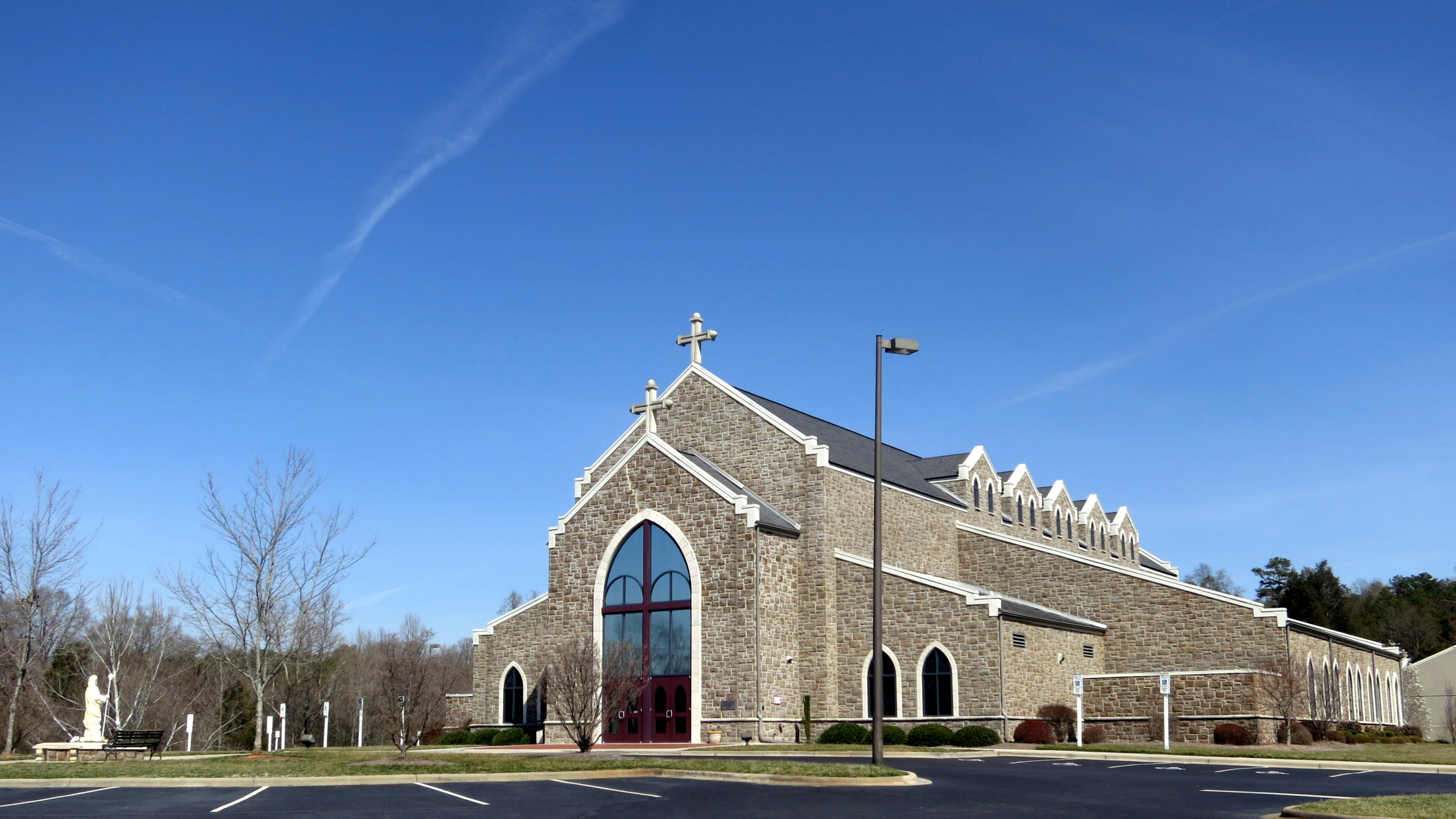
L'église catholique Saint James the Greater à Concord.

Selon l'institut de sondage The Gallup Organization, en 2015, 49 % des habitants de Caroline du Nord se considèrent comme « très religieux » (40 % au niveau national), 29 % comme « modérément religieux » (29 % au niveau national) et 22 % comme « non religieux » (31 % au niveau national).

### Langues
Selon l'American Community Survey, en 2010 89,66 % de la population âgée de plus de 5 ans déclare parler l'anglais à la maison, 6,93 % déclare parler l'espagnol, et 3,41 % une autre langue.

## Politique
| Gouvernement de Caroline du Nord | Gouvernement de Caroline du Nord | Gouvernement de Caroline du Nord | Gouvernement de Caroline du Nord | Gouvernement de Caroline du Nord | Gouvernement de Caroline du Nord | Gouvernement de Caroline du Nord | Gouvernement de Caroline du Nord | Gouvernement de Caroline du Nord | Gouvernement de Caroline du Nord | Gouvernement de Caroline du Nord          | Gouvernement de Caroline du Nord          | Gouvernement de Caroline du Nord | Gouvernement de Caroline du Nord | Gouvernement de Caroline du Nord | Gouvernement de Caroline du Nord | Gouvernement de Caroline du Nord | Gouvernement de Caroline du Nord | Gouvernement de Caroline du Nord | Gouvernement de Caroline du Nord | Législature d'État        | Législature d'État | Congrès fédéral           | Congrès fédéral |
| Gouverneur                       | Gouverneur                       | Lieutenant-gouverneur            | Lieutenant-gouverneur            | Secrétaire d'État                | Secrétaire d'État                | Auditeur                         | Auditeur                         | Trésorier                        | Trésorier                        | Super-intendant de l'instruction publique | Super-intendant de l'instruction publique | Procureur général                | Procureur général                | Commissaire au Travail           | Commissaire au Travail           | Commissaire à l’Agriculture      | Commissaire à l’Agriculture      | Commissaire à l'Assurance        | Commissaire à l'Assurance        | Chambre des représentants | Sénat              | Chambre des représentants | Sénat           |
| -------------------------------- | -------------------------------- | -------------------------------- | -------------------------------- | -------------------------------- | -------------------------------- | -------------------------------- | -------------------------------- | -------------------------------- | -------------------------------- | ----------------------------------------- | ----------------------------------------- | -------------------------------- | -------------------------------- | -------------------------------- | -------------------------------- | -------------------------------- | -------------------------------- | -------------------------------- | -------------------------------- | ------------------------- | ------------------ | ------------------------- | --------------- |
|                                  | Roy Cooper (D)                   |                                  | Dan Forest (R)                   |                                  | Elaine Marshall (D)              |                                  | Beth Wood (D)                    |                                  | Dale Folwell (R)                 |                                           | Mark Johnson (R)                          |                                  | Josh Stein (D)                   |                                  | Cherie K. Berry (R)              |                                  | Steve Troxler (R)                |                                  | Mike Causey (R)                  | D : 46 R : 74             | D : 15 R : 35      | D : 3 R : 10              | R : 2           |

La Caroline du Nord est un État sudiste conservateur et un ancien bastion du Parti républicain. Elle est aujourd'hui considérée comme un swing state.
L'essentiel de l'État est acquis aux républicains, en particulier les Appalaches (à l'exception de la ville universitaire d'Asheville), les banlieues du Piedmont et les comtés ruraux de la côte atlantique. Les grandes villes de l'État (Charlotte, Durham, Greensboro et Raleigh) et les comtés afro-américains, au nord-est, constituent les quelques enclaves démocrates de Caroline du Nord.

### Politique nationale

#### Élections présidentielles
| Année | Républicain | Républicain | Démocrate | Démocrate |
| Année | %           | Voix        | %         | Voix      |
| ----- | ----------- | ----------- | --------- | --------- |
| 1960  | 47,89       | 655 420     | 52,11     | 713 136   |
| 1964  | 43,85       | 624 844     | 56,15     | 800 139   |
| 1968  | 39,51       | 627 192     | 29,24     | 464 113   |
| 1972  | 69,46       | 1 054 889   | 28,89     | 438 705   |
| 1976  | 44,22       | 741 960     | 55,27     | 927 365   |
| 1980  | 49,30       | 915 018     | 47,18     | 875 635   |
| 1984  | 61,90       | 1 346 481   | 37,89     | 824 287   |
| 1988  | 57,97       | 1 237 258   | 41,71     | 890 167   |
| 1992  | 43,44       | 1 134 661   | 42,65     | 1 114 042 |
| 1996  | 48,73       | 1 225 938   | 44,04     | 1 107 849 |
| 2000  | 56,03       | 1 631 163   | 43,20     | 1 257 692 |
| 2004  | 56,02       | 1 961 166   | 43,58     | 1 525 849 |
| 2008  | 49,38       | 2 128 474   | 49,70     | 2 142 651 |
| 2012  | 50,39       | 2 270 395   | 48,35     | 2 178 391 |
| 2016  | 50,54       | 2 339 603   | 46,70     | 2 162 074 |
| 2020  | 49,93       | 2 758 775   | 48,59     | 2 684 292 |
| 2024  | 50,86       | 2 898 428   | 47,65     | 2 715 380 |

Ancien État confédéré, et par la suite du Dixie, la Caroline du Nord est un bastion démocrate, en grande partie pour ses positions ségrégationnistes, de la fin de la période de reconstruction jusqu'aux années 1960. Herbert Hoover est le premier candidat républicain à une élection présidentielle à y être élu en 1928.
La bascule vers le Parti républicain intervient aux élections de 1968, entérinant la fin du Dixiecrat et de l'éloignement des démocrates de l'électorat des conservateurs du sud. Richard Nixon est le second républicain au XXe siècle à remporter le collège électoral. Il y est réélu en 1972.
Jusqu'en 2008, le seul candidat démocrate à parvenir à s'imposer fut Jimmy Carter en 1976.
Le républicain George W. Bush y avait été facilement élu en 2000 et aussi en 2004 avec 56 % des voix en dépit de la présence de John Edwards, sénateur de l'État, comme candidat à la vice-présidence au côté du démocrate John Kerry.
Lors de l'élection présidentielle américaine de 2008, le candidat démocrate Barack Obama s'impose de justesse, avec 0,33 point d'avance, sur son adversaire républicain John McCain.
En 2016 c'est le républicain Donald Trump qui remporté l'État avec 49,8 % des voix face à 46,2 % des votes pour la démocrate Hillary Clinton.

#### Représentation fédérale
| - Richard Burr, sénateur depuis 1995. - Thom Tillis, sénateur depuis 2015. |

Au niveau fédéral, lors du 115e congrès (législature 2017-2019), la délégation de Caroline du Nord au Congrès des États-Unis comprend deux sénateurs républicain (Richard Burr) et Thom Tillis), dix représentants républicains et trois représentants démocrates.

### Politique locale
Le pouvoir exécutif de Caroline du Nord est détenu par le gouverneur de l'État. Depuis 2017, il s'agit du démocrate Roy Cooper, qui a battu en 2016 le gouverneur républicain sortant Pat McCrory.
L'Assemblée générale de Caroline du Nord (North Carolina General Assembly en anglais) est l'organe législatif du gouvernement. Elle est composée d'une Chambre des représentants, comportant cent vingt membres, et d'un Sénat, composé de cinquante membres. Les deux chambres sont à majorité républicaine depuis les élections de 2010. Le Parti républicain dispose même d'une supermajorité depuis 2012, permettant d'outrepasser un éventuel véto du gouverneur.
Le pouvoir judiciaire se nomme North Carolina Court System en Caroline du Nord. Il comprend les tribunaux suivants :
- la Cour suprême de Caroline du Nord ;
- la Cour d'appel de Caroline du Nord ;
- les tribunaux supérieurs de Caroline du Nord ;
- les tribunaux de district de Caroline du Nord.

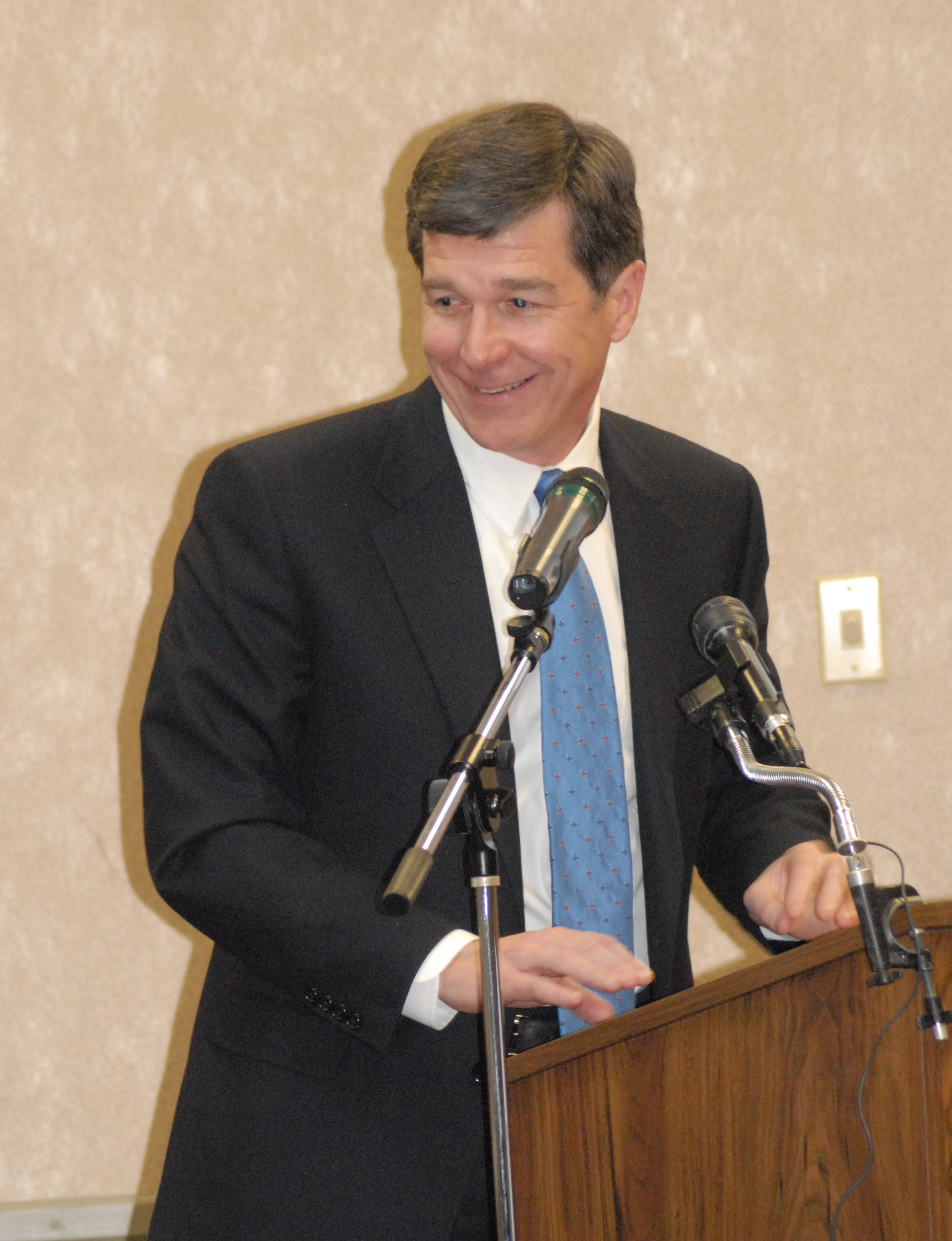
Le gouverneur Roy Cooper.
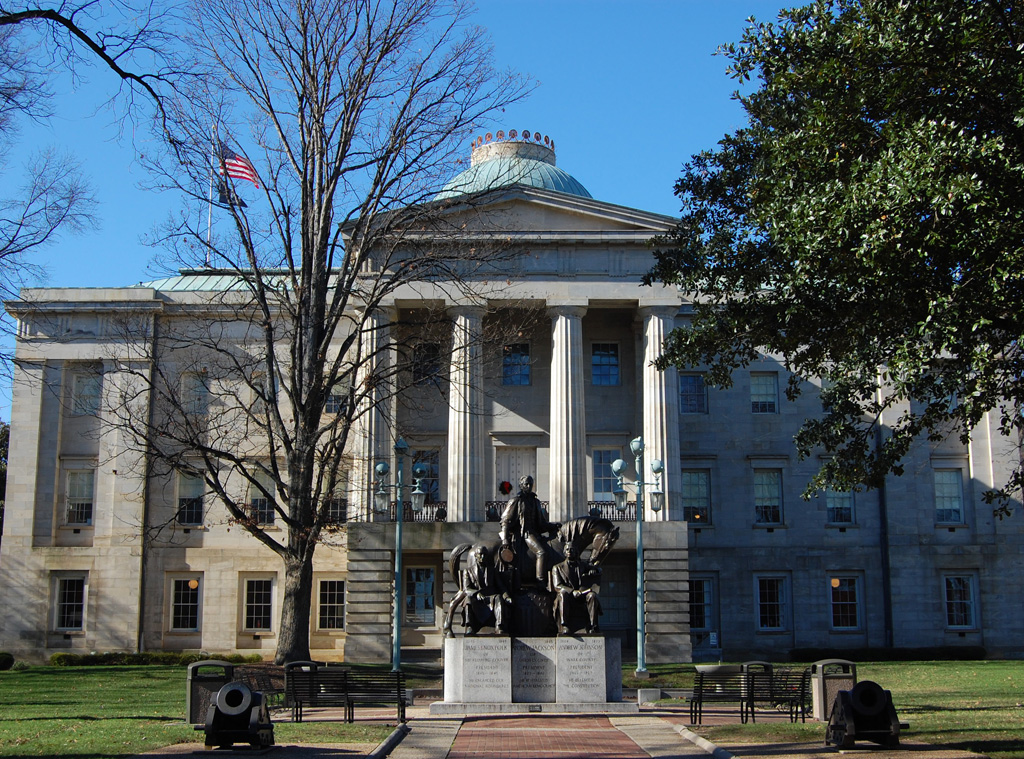
Le capitole de l'État.
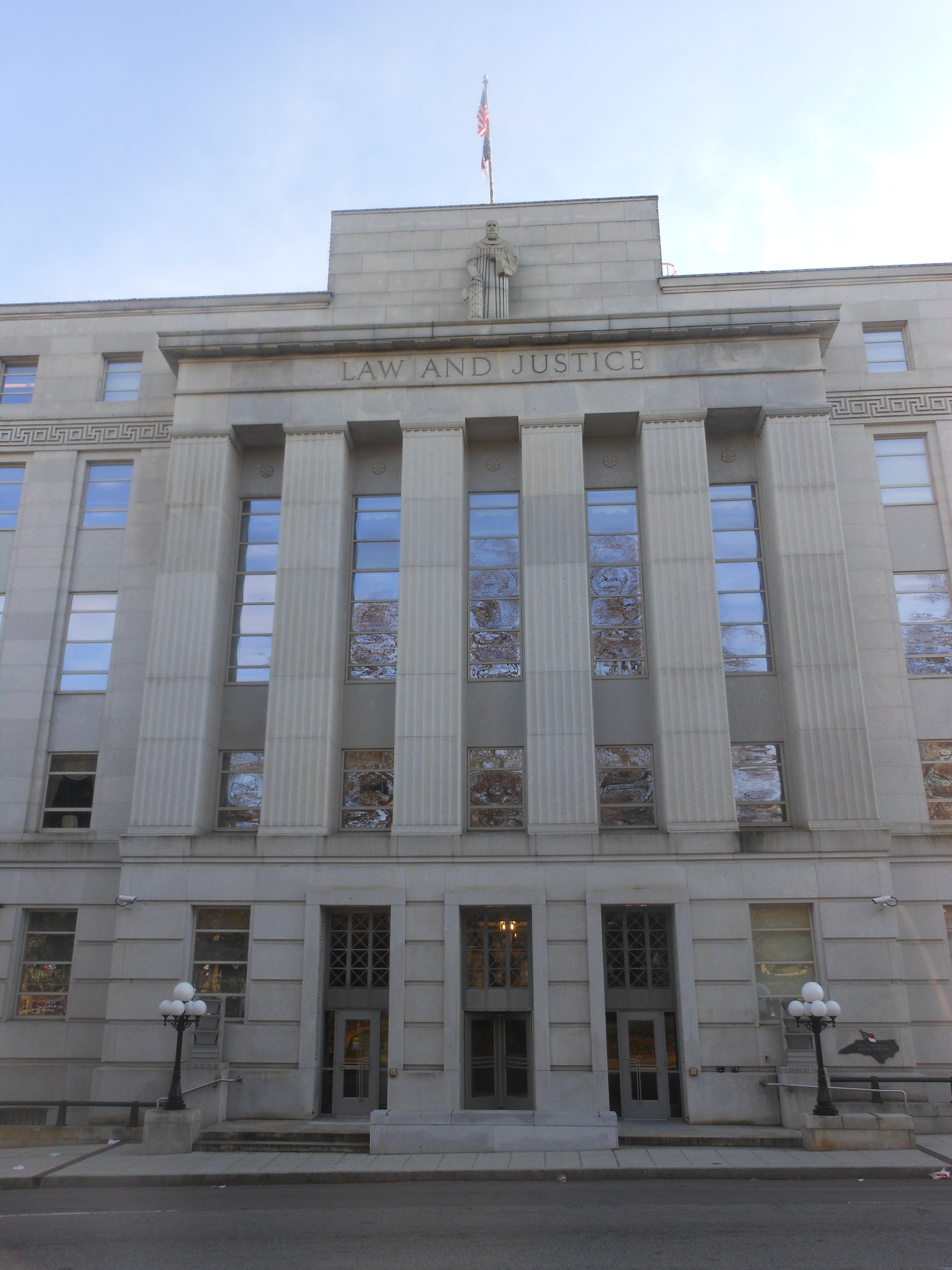
La Cour suprême de Caroline du Nord.

### Peine de mort
Le 2 décembre 2005, la Caroline du Nord est l'État qui procède à l'exécution du millième condamné à mort depuis le rétablissement, en 1976, de la peine capitale aux États-Unis.

## Économie
Le Research Triangle Park est un parc de haute technologie et un lieu d'enseignement situé à Raleigh.
L'aéroport international de Raleigh-Durham ainsi que l'aéroport international Charlotte-Douglas desservent cet État.

## Culture

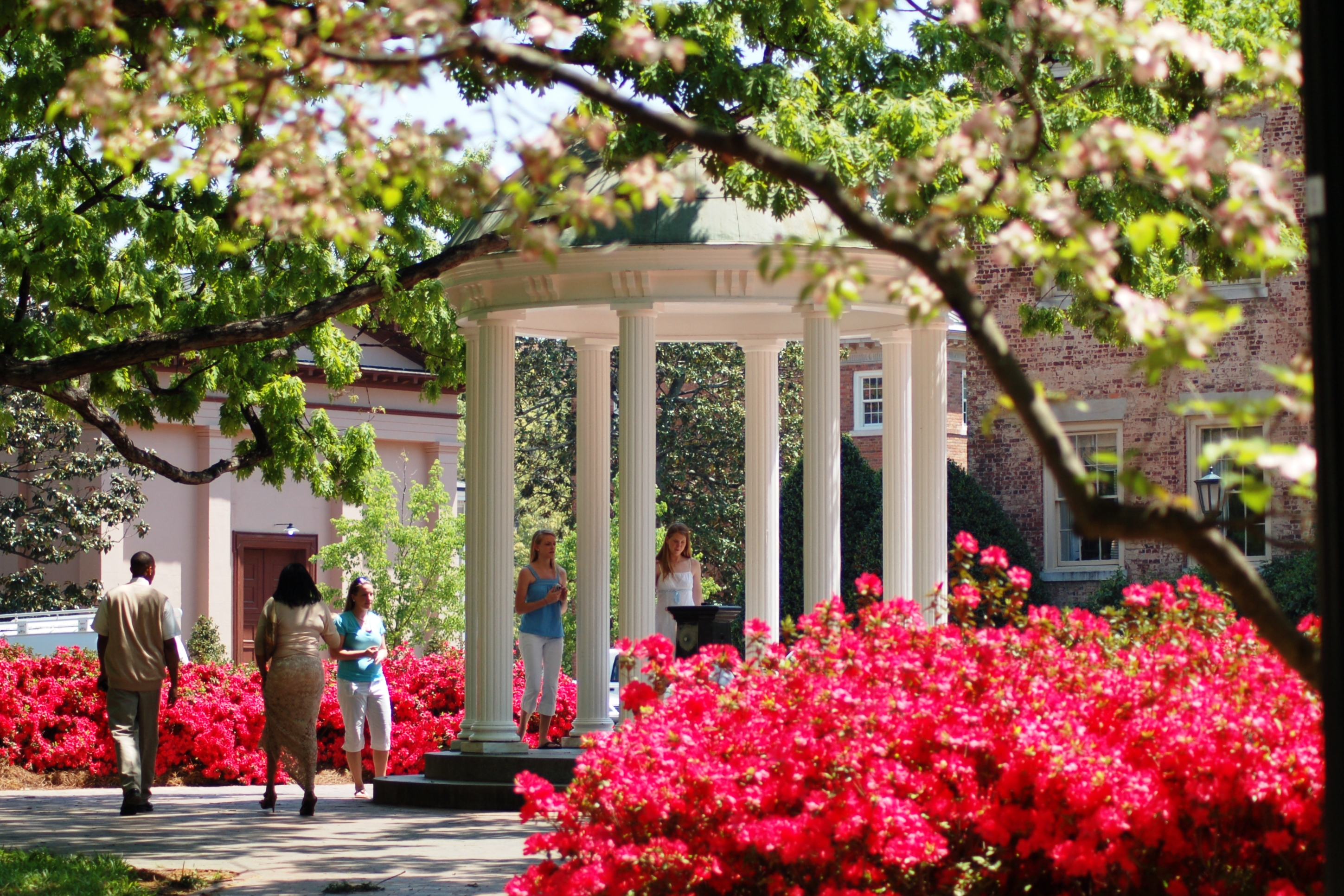
Université de Caroline du Nord à Chapel Hill.

### Enseignement
Collèges et universités
- Université d'État des Appalaches
- Barber-Scotia College
- Barton College
- Belmont Abbey College
- Bennett College
- Brevard College
- Université Campbell
- Cape Fear Community College
- Catawba College
- Chowan College
- Davidson College
- Université Duke
- Université de l'Est de la Caroline
- Elizabeth City State University
- Université Elon
- Université d'État de Fayetteville
- Université Gardner-Webb
- Greensboro College
- Guilford College
- High Point University
- Université Johnson-C.-Smith
- Lees-McRae College
- Lenoir-Rhyne College
- Livingstone College
- Louisburg College
- Mars Hill College
- Meredith College
- Methodist College
- Montreat College
- Mount Olive College
- Université du centre de la Caroline du Nord
- North Carolina A and T State University
- North Carolina School of the Arts
- Université d'État de la Caroline du Nord
- North Carolina Wesleyan College
- Peace College
- Pfeiffer University
- Piedmont Baptist College
- Queens University de Charlotte
- Roanoke Bible College
- St. Andrews Presbyterian College
- St. Augustine's College
- Salem College
- Université Shaw
- Université de Caroline du Nord à Asheville
- Université de Caroline du Nord à Chapel Hill
- Université de Caroline du Nord à Charlotte
- Université de Caroline du Nord à Greensboro
- Université de Caroline du Nord à Pembroke
- Université de Caroline du Nord à Wilmington
- Université Wake Forest
- Warren Wilson College
- Western Carolina University
- Wingate University
- Winston-Salem State University

### Sport
La Caroline du nord abrite des franchises dans 4 des 5 ligues professionnelles majeures masculine américaines
- Les Hornets de Charlotte en NBA, crée en 1988 à Charlotte
- Les Hurricanes de la Caroline en LNH crée en 1972 à Hartford, relocalisée à Raleigh en 1997
- Les Panthers de la Caroline en NFL crée en 1995 à Charlotte
- Le Charlotte Football Club en MLS crée en 2019 à Charlotte

ainsi que 2 franchises féminines:
- Sting de Charlotte, WNBA
- Carolina Courage, Women's United Soccer Association (joue à Chapel Hill)

Mais surtout la Caroline du nord héberge des équipes universitaires réputée:
- Les Tar Heels de Caroline du nord issue de la
- Wolfpack de l'université d'état de Caroline du nord
- Blue Devils de l'université de Duke
- Demon Deacons de Wake Forest
- Mountaineers d'Appalachian State
- 49ers de Charlotte
- Pirates d'East Carolina